# Kaga Kaede
Kaga Kaede (加賀楓; Csiba, 1999. november 30. –) japán énekesnő és táncosnő. A Morning Musume lányegyüttes 13. generációs tagja és a  Hello! Pro Kenshuusei korábbi tagja.

## Élete
Kaga Kaede 1999. november 30-án született Csibában, Japánban.
2012. november 20-án csatlakozott a Hello Pro Kenshuusei-hez.
2013-ban szerepelt a Nettai Danshi című színdarabban.
2016. december 12-én, a Morning Musume őszi turnéján bejelentették, hogy Jokojama Reina mellett a 13. generáció tagja lesz.
2017-ben csatlakozott a Hello! Project Station Dance Club-hoz.
Március 2-án Kaga és Jokojama Reversible Radio címmel talk show-t indítottak.
2019. november 30-án adta ki első fotókönyvét Kaede címmel.
2020. október 29-én kiadta második fotókönyvét.

## Filmográfia

### Színház
- [2013] Nettai Danshi (熱帯男子)
- [2014] Bokutachi Karen na Shounen Gasshoudan
- [2014] LILIUM -Lilium Shoujo Junketsu Kageki-
- [2016] Nega Poji Poji
- [2017] Pharaoh no Haka
- [2018] Nettai Danshi
- [2018] Pharaoh no Haka ~Hebi Ou Sneferu~
- [2019] Harukanaru Toki no Naka de 6 Gaiden ~Tasogare no Kamen~

### TV műsorok
- [2013–2014] ~Onedari Entame!~ Hapi★Pure
- [2016–2019] The Girls Live
- [2019–2020] AI・DOL PROJECT (AI・DOL プロジェクト)
- [2020] Hello Dream. (ハロドリ。)
- [2020] Hello! Project presents... "Solo Fes!"
- [2021] Hello! Project presents... "Solo Fes! 2"